# 土田由美
土田 由美（つちだ ゆみ、本名：槌田 由美、1969年〈昭和44年〉6月12日 - ）は、神奈川県横浜市緑区出身の元アイドル・タレント・俳優。身長・163cm、体重・47kg、バスト・82cm、ウエスト・59cm、ヒップ・85cm。血液型・O型。トミーズアーティストカンパニー→ヒラタオフィスに所属していた。

## 来歴
- 15歳の時にトミーズアーティストカンパニーにスカウトされて芸能界デビュー[1]。
- 1987年、映画『恐怖のヤッちゃん』にて主演で女優デビュー。
- 同年6月15日、同映画の主題歌でもある『恐怖のヤッちゃん〜愛と抗争の日々』にて、キングレコードより歌手デビュー。
- 同年9月5日にセカンド・シングル『Windy Kiss〜風のようなくちづけ』を発売予定だったが、直前で発売中止となった。

## 主な出演作品

### テレビドラマ
- 少女コマンドーIZUMI（1987年 - 1988年、フジテレビ） - 湯浅恵子 役
- 熱帯夜アカデミー 火曜日「ホラー学園πR」（1988年10月25日 - 1989年3月28日、テレビ朝日）
- 意外とシングルガールスペシャル（1989年3月29日、TBS） - 梅沢 役
- オイシーのが好き!（1989年、TBS） - 石垣明子 役

### 映画
- 恐怖のヤッちゃん（1987年、東映） - 組長の娘：陣内くるみ 役

## ディスコグラフィ
- 恐怖のヤッちゃん 〜愛と抗争の日々 （1987年6月15日、「土田由美 with ヤッちゃんズ」名義）
- Windy Kiss〜風のようなくちづけ　　(1987年、未発売)

## 写真集
- 『土田由美写真集 : とっておきヒロイン』ワニブックス、1987年6月25日。NDLJP:12437651。(要登録)

## 備考
- デビュー曲『恐怖のヤッちゃん〜愛と抗争の日々』は、CD『おしえてアイドル　キング編』にも収録されているが、発売後すぐに廃盤になった為に入手は非常に困難であった。その後2012年に発売された『アイドル黄金時代』に収録されたため、現在は入手可能。